# Bush (Familienname)
Bush ist ein Familienname.

## Herkunft und Bedeutung
„Bush“ ist englisch und heißt übersetzt Busch. Andere Schreibweisen (in anderen Sprachen) sind Bushe, Bosch, Boush, Boushe, Busch, Bussche, Buscher, Bysh, und Bysshe.
Einige der bekanntesten Namensträger finden sich in der Präsidentenfamilie Bush.

## Namensträger
- Alan Bush (1900–1995), britischer Komponist und Pianist
- Alvin Bush (1893–1959), US-amerikanischer Politiker
- André Bush (1969–2014), US-amerikanischer Jazzgitarrist
- Anthony Bush (* 1970), englischer Badmintonspieler
- Barbara Bush (1925–2018), US-amerikanische First Lady
- Barbara Bush (Wasserspringerin) (* 1964), kanadische Wasserspringerin
- Benjamin Franklin Bush (1858–1937), US-amerikanischer Botaniker und Ornithologe
- Billy Bush (* 1971), US-amerikanischer Fernseh- und Hörfunkmoderator
- Billy Green Bush (* 1935), US-amerikanischer Schauspieler
- Catherine Bush (Schriftstellerin) (* 1961), kanadische Schriftstellerin
- Charles P. Bush (1809–1857), US-amerikanischer Politiker
- Chris Bush (Fußballspieler, Februar 1992) (Christopher Anthony Bush; * 1992), australischer Fußballspieler
- Chris Bush (Fußballspieler, Juni 1992) (Christopher Miles Bush; * 1992), englischer Fußballspieler
- Chris Bush (Radsportler), britischer Radsportler
- Christopher Bush (1885–1973), britischer Kriminalautor
- Cori Bush (* 1976), US-amerikanische Politikerin (Demokratische Partei)
- Dave Bush (* 1951), US-amerikanischer Wasserspringer
- Devin Bush (Footballspieler, 1973), (* 1973) US-amerikanischer American-Football-Spieler (Safety, Atlanta Falcons)
- Devin Bush (Footballspieler, 1998), (* 1998) US-amerikanischer American-Football-Spieler (Linebacker, Pittsburgh Steelers)
- Dick Bush (Kameramann) (1931–1997), britischer Kameramann
- Dick Bush, Pseudonym von Donnie Brooks (1936–2007), US-amerikanischer Rockabilly- und Popsänger
- Duncan Bush (1946–2017), walisischer Schriftsteller
- Edgar D. Bush (1873–1949), US-amerikanischer Politiker
- Edith Bush (1882–1977), US-amerikanische Mathematikerin
- Eli Bush, Filmproduzent
- Evan Bush (* 1986), US-amerikanischer Fußballspieler
- Gary Bush, Filmregisseur und -produzent
- George Bush (Geistlicher) (1796–1859), US-amerikanischer Presbyterianer
- George H. W. Bush (George Herbert Walker Bush: 1924–2018), US-amerikanischer Politiker, Präsident von 1989 bis 1993
- George P. Bush (George Prescott Bush; * 1976), US-amerikanischer Politiker
- George W. Bush (George Walker Bush; * 1946), US-amerikanischer Politiker, Präsident von 2001 bis 2009
- Gladwyn Bush (1914–2003), Künstlerin der Outsider Art
- Grand L. Bush (* 1955), US-amerikanischer Schauspieler
- Hilary A. Bush (1905–1966), US-amerikanischer Politiker
- J. Danforth Bush (1868–1926), US-amerikanischer Politiker
- Jack Bush (1909–1977), kanadischer Maler
- James Smith Bush (1825–1889), US-amerikanischer Theologe
- Jared Bush (* 1974), US-amerikanischer Filmregisseur, Drehbuchautor und Produzent
- Jeb Bush (* 1953), US-amerikanischer Politiker
- Jenna Bush (* 1981), US-amerikanische Präsidententochter
- Jess Bush, australische Filmschauspielerin und Künstlerin
- Jim Bush (1926–2017), US-amerikanischer Leichtathletiktrainer
- John Bush (Cricketspieler) (* 1928), englischer Cricketspieler
- John Bush (Musiker) (* 1963), US-amerikanischer Musiker
- John Bush (Szenenbildner) (* vor 1980), Szenenbildner
- John Hamilton Bush (1909–1977), kanadischer Maler
- John Nash Douglas Bush (1896–1983), US-amerikanischer Literaturkritiker
- John W. Bush (1909–2002), amerikanischer Unternehmer, Staatsminister sowie Regierungsbediensteter
- Jonathan Bush (1931–2021), US-amerikanischer Unternehmer
- Kate Bush (eigentlich Catherine Bush; * 1958), englische Sängerin, Pianistin und Songwriterin
- Laura Bush (* 1946), US-amerikanische First Lady
- Lauren Bush (* 1984), US-amerikanisches Model
- Lawrence Bush (* 1951), US-amerikanischer Schriftsteller, Essayist und Herausgeber
- Lennie Bush (1927–2004), britischer Jazz-Bassist
- Lesley Bush (* 1947), US-amerikanische Wasserspringerin
- Lewis Bush (1969–2011), US-amerikanischer American-Football-Spieler
- Margaret Bush, Ehename von Margaret Moorhead (* um 1935), neuseeländische Badmintonspielerin
- Margaret Lesley Bush-Brown (1857–1944), US-amerikanische Malerin und Radiererin
- Marvin Bush (* 1956), US-amerikanischer Geschäftsmann
- Michelle Bush (* 1961), Marathonläuferin von den Cayman Islands
- Nan Bush, US-amerikanische Filmproduzentin
- Neil Bush (* 1955), US-amerikanischer Geschäftsmann
- Obadiah Bush (1797–1851), US-amerikanischer Lehrer und Politiker
- Peter Bush (* 1967), englischer Badmintonspieler
- Prescott Bush (1895–1972), US-amerikanischer Unternehmer und Politiker
- Rafael Bush (* 1987), US-amerikanischer American-Football-Spieler
- Randy Bush, US-amerikanischer Informatiker und Internetpionier
- Reggie Bush (eigentlich Reginald Alfred Bush II.; * 1985), US-amerikanischer American-Football-Spieler
- Robert Bush (* 1990), US-amerikanischer Radrennfahrer
- Sam Bush (* 1952), US-amerikanischer Bluegrass-Musiker
- Samuel Prescott Bush (1863–1948), US-amerikanischer Industrieller
- Shoshana Bush (* 1988), US-amerikanische Schauspielerin
- Sophia Bush (Sophia Anna Bush * 1982), US-amerikanische Schauspielerin
- Stan Bush (* 1953), US-amerikanischer Singer-Songwriter und Filmmusikkomponist
- Thomas William Bush (1839–1928), britischer Astronom
- Tom Bush (1914–1969), englischer Fußballspieler
- Vannevar Bush (1890–1974), US-amerikanischer Ingenieur und Erfinder
- Walter Bush (1929–2016), US-amerikanischer Eishockeyfunktionär
- Wesley Bush (* 1961), US-amerikanischer Manager